# Mace Windu
Mace Windu este un personaj fictiv din filmele Războiul stelelor, maestru jedi, jucat de actorul Samuel L. Jackson.